# Invierno en Rondane
Invierno en Rondane también conocido por Invierno en las montañas es la más famosa obra del artista noruego Harald Sohlberg (1869-1935), realizó varias versiones, en especial una pintura al óleo del año 1914 que se encuentra en la Galería Nacional de Noruega en Oslo.

## Antecedentes
En el año 1900 empezó a trabajar en el diseño de la pintura, en el Parque nacional Rondane a la luz de la luna, una experiencia que más tarde describió como: «extraña, nueva y muy parecida a una revelación, que dejó una impresión en mí que nunca he sido capaz de olvidar». El Museo Nacional de Estocolmo posee unos diez estudios realizados entre 1900 y 1902. Hizo versiones en lápiz, carbón óleo y acuarela. El año 1911 empezó la versión final que se conserva en la Galería Nacional de Noruega, la obra fue completada en el invierno de 1913-1914. Más tarde, en sus últimos años, realizó unas litografías de color y también una edición de la pintura. En total además de las litografías hay veinte imágenes más, sobre todo en acuarela o técnica mixta sobre papel.

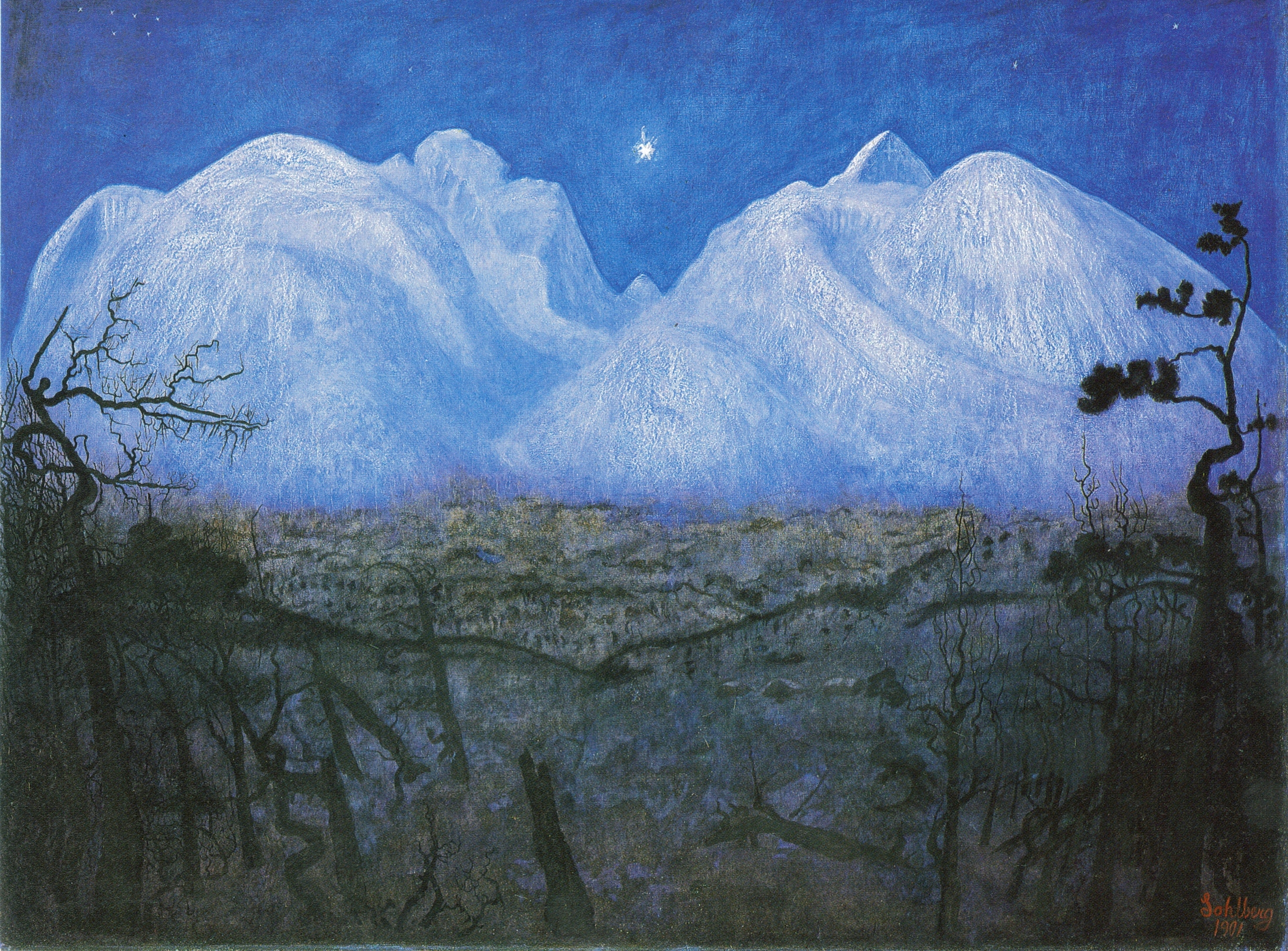
Invierno en Rondane versión de 1901

## Recorrido de la pintura
La versión final de Invierno en Rondane (1914)  fue realizada por Sohlberg para la exposición de aniversario de Frogner de ese mismo año. La imagen recibió buenas críticas por parte de artistas y críticos del arte. El mismo autor consideraba esta pintura como algo muy especial y creía que representaba la «quintaesencia de su enfoque artístico.» En esta obra consiguió «el silencio y la soledad opresora ... una dimensión contemplativa, casi religiosa».
La pintura fue donada a la Galería Nacional por el coleccionista Jorgen Breder Stang el año 1918. En 1995 la obra fue denominada pintura nacional de Noruega según la encuesta realizada por NRK.

## Europeana 280
En abril de 2016, la pintura Invierno en Rondane fue seleccionada como una de las diez más grandes obras artísticas de Noruega por el proyecto Europeana.

## Enlaçes externos
- Vinternatt i Rondane (1914) på Digitalt Museum
- Om Harald Sohlberg i Norsk kunstnerleksikon
- Bilder av Solbergplassen utkikkspunkt på arkitektens hjemmeside

- Datos: Q19689132